# Universidade Federal de Viçosa
Die Universidade Federal de Viçosa (abgekürzt UFV, deutsch: Bundesuniversität von Viçosa) in Viçosa ist eine 1922 im brasilianischen Bundesstaat Minas Gerais gegründete öffentliche Universität.

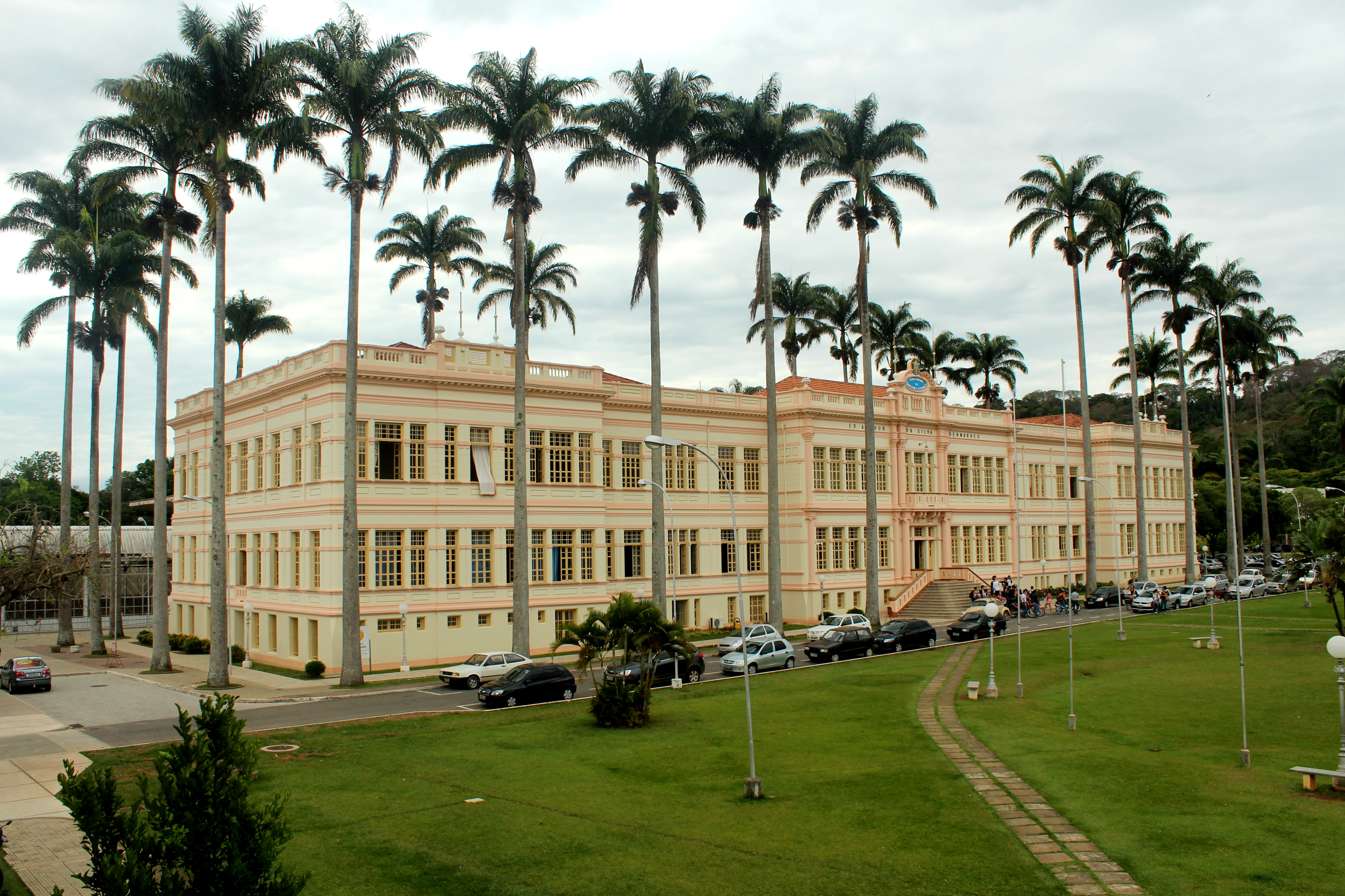
Hauptgebäude